# Municipio de Six Mile Grove
El municipio de Six Mile Grove (en inglés: Six Mile Grove Township) es un municipio ubicado en el condado de Swift en el estado estadounidense de Minnesota. En el año 2010 tenía una población de 171 habitantes y una densidad poblacional de 1,84 personas por km².

## Geografía
El municipio de Six Mile Grove se encuentra ubicado en las coordenadas 45°16′32″N 95°41′25″O / 45.27556, -95.69028. Según la Oficina del Censo de los Estados Unidos, el municipio tiene una superficie total de 93.07 km², de la cual 92,49 km² corresponden a tierra firme y (0,62 %) 0,57 km² es agua.

## Demografía
Según el censo de 2010, había 171 personas residiendo en el municipio de Six Mile Grove. La densidad de población era de 1,84 hab./km². De los 171 habitantes, el municipio de Six Mile Grove estaba compuesto por el 99,42 % blancos y el 0,58 % eran de una mezcla de razas. Del total de la población el 1,17 % eran hispanos o latinos de cualquier raza.